# جويسئة خضراء
الجويسئة الخضراء أو قش الفراش أو الخيثرة الخضراء أو بقلة اللبن أو عود الريح أو بقلة حليب أو غليوم حقيقي أو غاليون أصفر أو خثيرة أو غاليون حقيقي أو غليون (باللاتينية: Galium verum) هو نبات عشبي نبات معمر من جنس الجويسئة يتبع الفصيلة الفوية، موطنه الأصلي أوروبا وآسيا.

## الوصف النباتي
يصل ارتفاع النبات إلى 60-120 سم. الأوراق خضراء داكنة لامعة، لها شعر من الطرف السفلي. الأزهار صفراء قطرها من 2-3 مم، و تنتج في عناقيد كثيفة.
ويتصل ذلك بنبات البلسكاء (Galium aparine).
يحدث خلط أحيانا بين هذا النوع والجويسئة العطرة، وهي من الأنواع ذات المستخدمة تقليديا في الطهي.